# 瓢山古墳
瓢山古墳（ひさごやまこふん）は、広島県庄原市東本町にある古墳。形状は前方後円墳。広島県指定史跡に指定されている。

## 概要
広島県北東部の庄原市街地東部、上野池と西城川の間の丘陵上に築造された古墳である。周辺には多くの円墳が分布したというが、現在は失われている。これまでに発掘調査は実施されていない。
墳形は前方後円形で、前方部を北東方向に向ける。墳丘表面では葺石・円筒埴輪が認められる。埋葬施設は未調査のため明らかでない。
築造時期は、古墳時代中期の5世紀代と推定される。三次市域が帆立貝形古墳の集中地域であるのに対して、庄原市域は広島県北部でも有数の前方後円墳の集中地域として知られ、瓢山古墳から沖積地を挟んで対峙する位置には旧寺1号墳（庄原市掛田町、広島県指定史跡）が所在する。
古墳域は1942年（昭和17年）に広島県指定史跡に指定された。現在は庄原市上野総合公園内で保存されている。

## 墳丘
墳丘の規模は次の通り。
- 墳丘長：41メートル[1][2][3]（または36メートル[4][5]）
- 後円部
  - 直径：26メートル
  - 高さ：4メートル
- 前方部
  - 幅：17.8メートル
  - 高さ：約3.5メートル

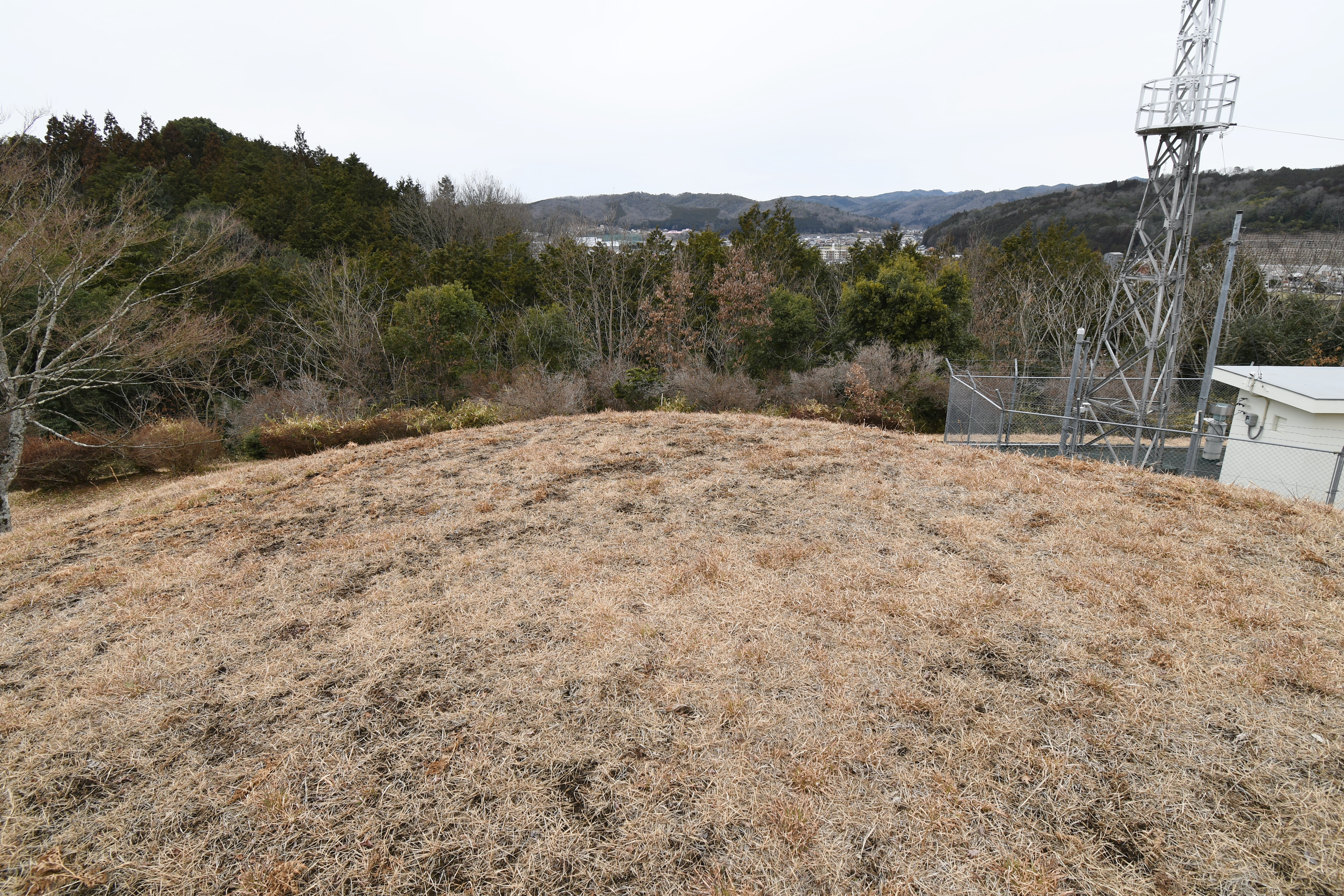
後円部墳頂 後背に庄原市街地の沖積地、旧寺古墳群方向。
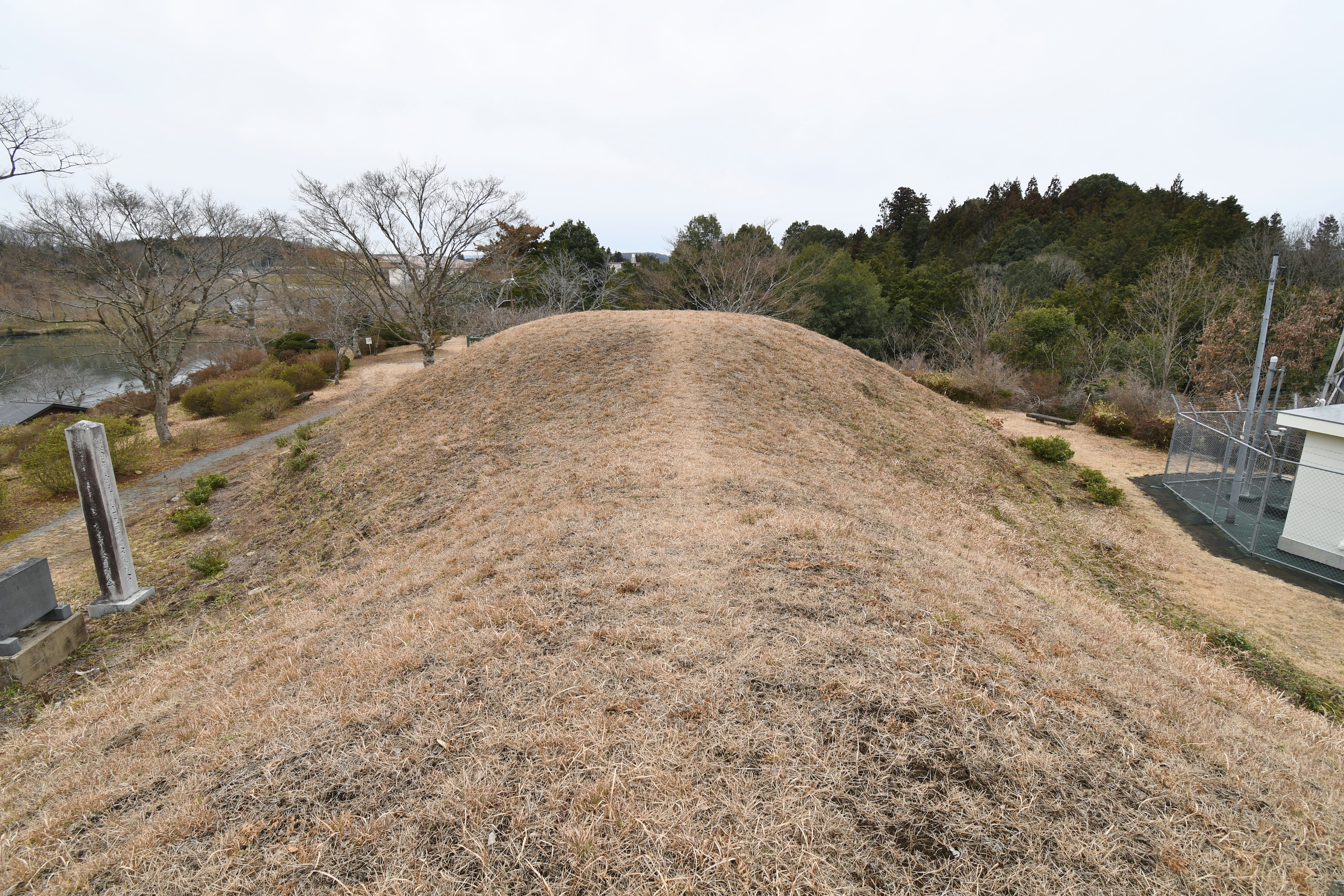
前方部から後円部を望む 左端に上野池。
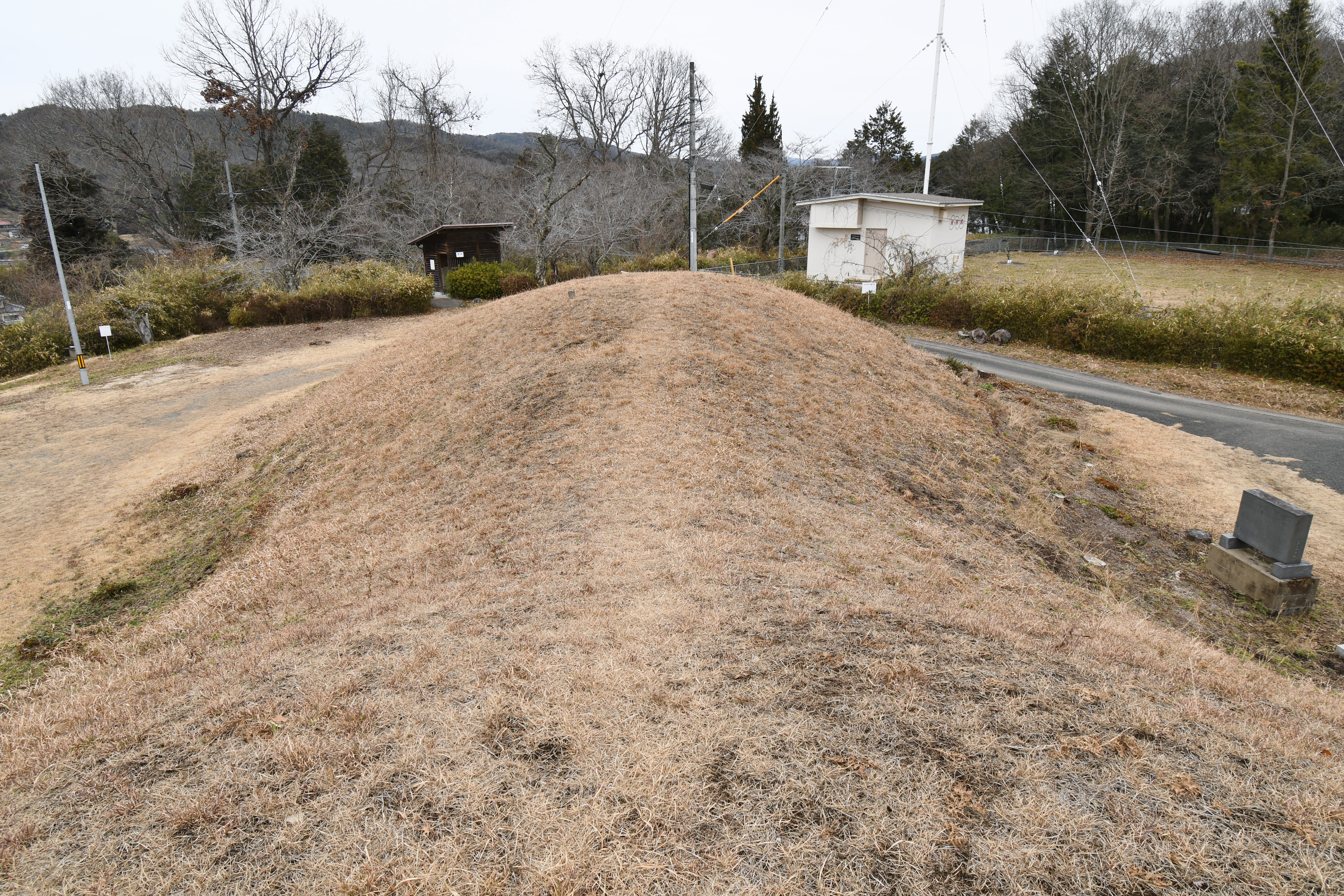
後円部から前方部を望む

## 文化財

### 広島県指定文化財
- 史跡
  - 瓢山古墳 - 1942年（昭和17年）6月9日指定。